# Tetragnatha atriceps
Tetragnatha atriceps är en spindelart som beskrevs av Banks 1898. Tetragnatha atriceps ingår i släktet sträckkäkspindlar, och familjen käkspindlar. Inga underarter finns listade i Catalogue of Life.